# Alchemilla subsessilis
Alchemilla subsessilis é uma espécie de rosácea do gênero Alchemilla, pertencente à família Rosaceae.